# Saint-Parthem
Saint-Parthem is een gemeente in het Franse departement Aveyron (regio Occitanie) en telt 454 inwoners (2004). De plaats maakt deel uit van het arrondissement Villefranche-de-Rouergue.

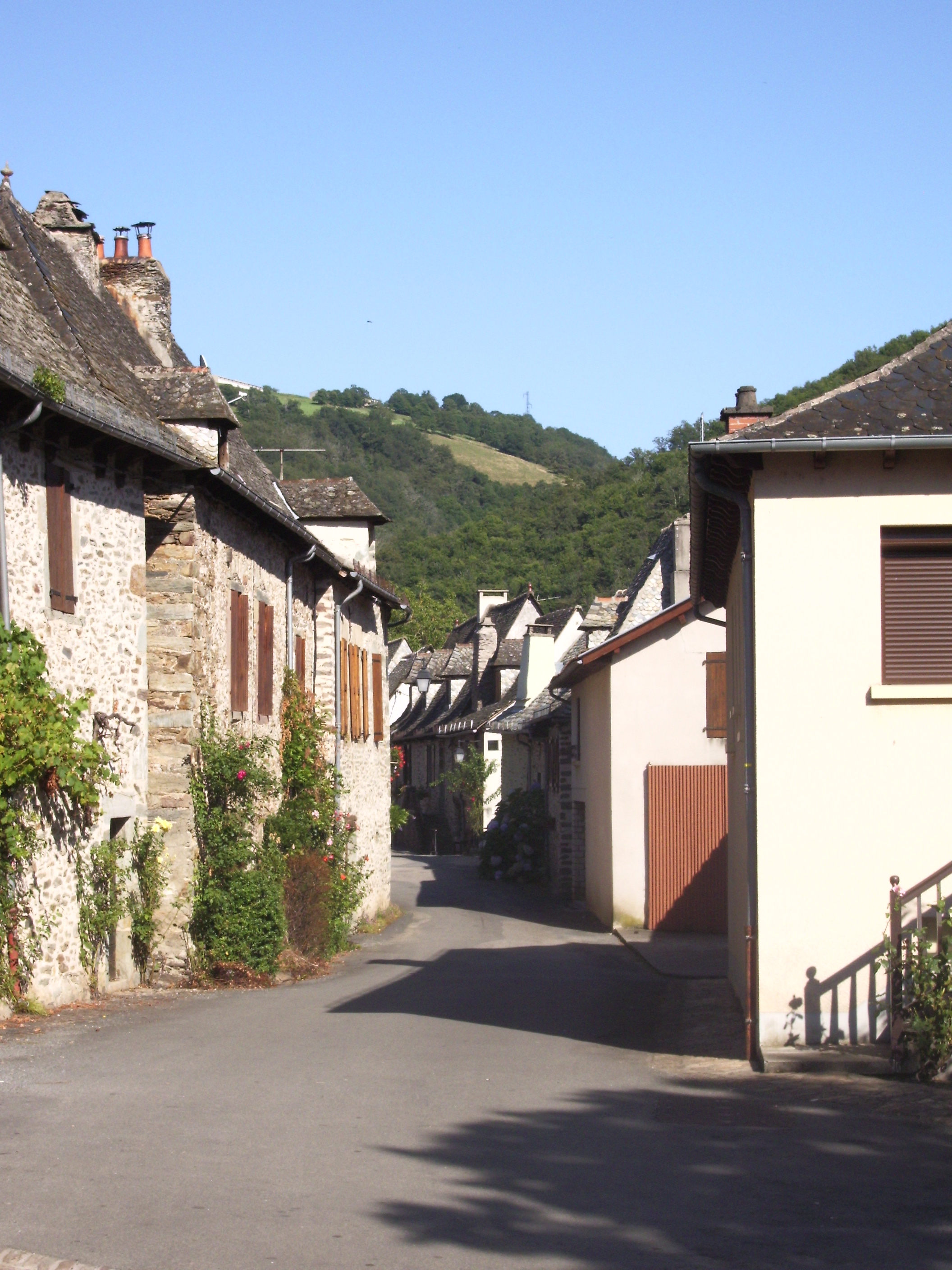
Saint-Parthem
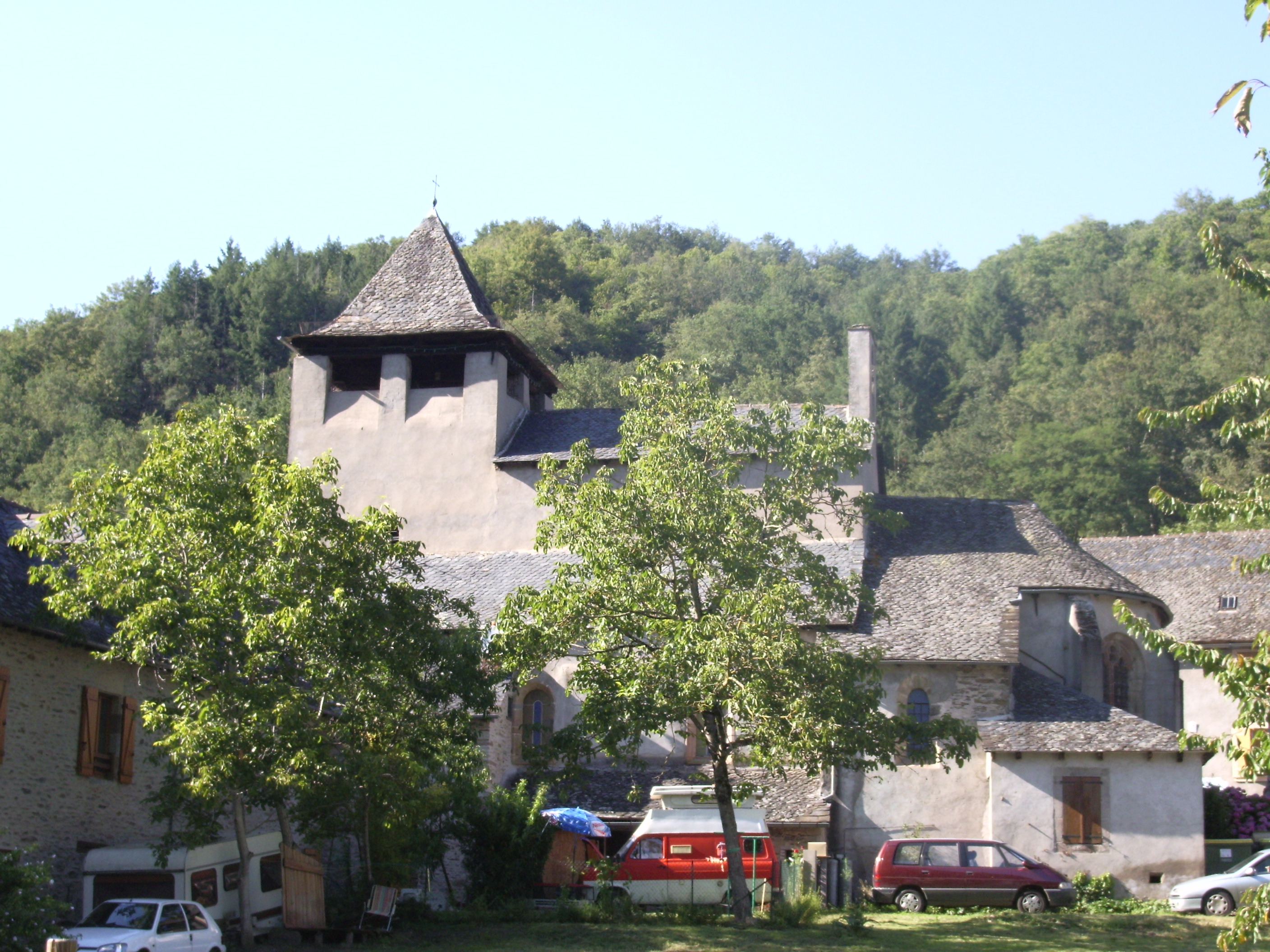
Saint-Parthem

## Geografie
De oppervlakte van Saint-Parthem bedraagt 20,3 km², de bevolkingsdichtheid is 22,4 inwoners per km².

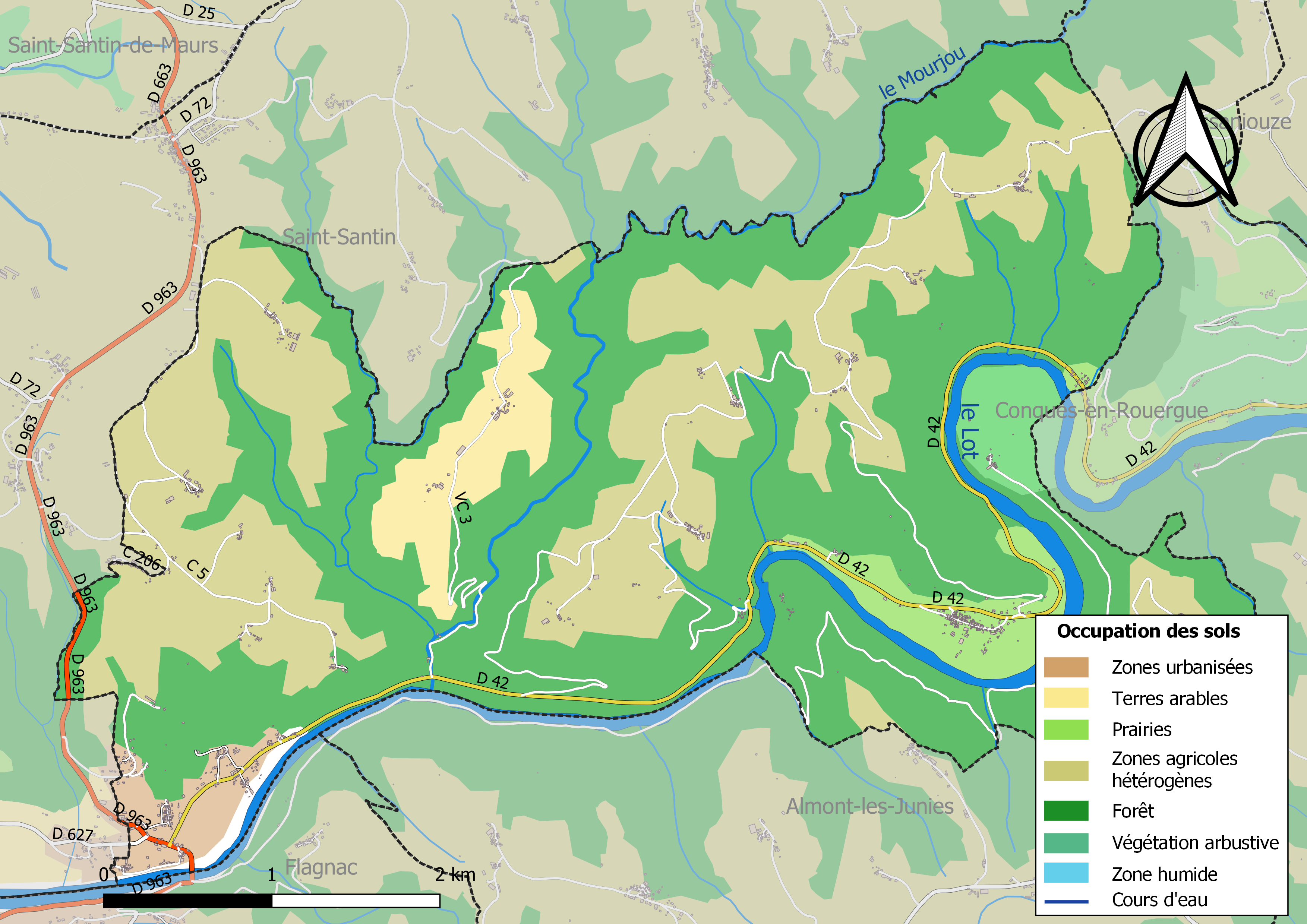
Kaart van de gemeente met de belangrijkste infrastructuur, bodemgebruik en omliggende gemeenten

## Demografie
Onderstaande figuur toont het verloop van het inwonertal (bron: INSEE-tellingen).

Vanwege een beveiligingsprobleem met de MediaWiki Graph-software is het momenteel niet mogelijk deze grafiek weer te geven. Zodra de software is bijgewerkt zal de grafiek vanzelf weer zichtbaar worden.